# Elodes maculicollis
Elodes maculicollis is een keversoort uit de familie moerasweekschilden (Scirtidae). De wetenschappelijke naam van de soort werd in 1880 gepubliceerd door George Henry Horn.